# Cordilheira Central (Costa Rica)
A Cordilheira Central é uma cordilheira vulcânica na região central da Costa Rica, que continua a Divisória Continental da América do Norte a leste da Cordilheira de Tilarán. Ele se estende por 80 km da Passagem de Tapezco através do Vulcão Turrialba e encerra no Rio Pacuare. Está separada da Cordilheira de Tilarán pelo rio Balsa e as planícies de Platanar e Zarcero.
Ela possui quatro grandes vulcões: Poás (2 708 m), Barva (2 906 m), Irazú e Turrialba (3 340 m). O ponto mais alto é o Irazú com 3 432 m.
Ao sul da cordilheira estão as planícies elevadas da depressão central tectônica do Vale Central da Costa Rica.
Os quatro principais vulcões da Cordilheira Central estão protegidos como Parques Nacionais. O maciço vulcânico do Vulcão Poás é o aspecto central do Parque Nacional Vulcão Poás com atividade permanente de fumarola. A característica do Vulcão Barva é a proeminente atividade hidrotermal (fontes termais) e faz parte do Parque Nacional Braulio Carillo.
O Parque Nacional Vulcão Irazú contém o Vulcão Irazú, o mais alto da Costa Rica. A elevação significativa do vulcão o torna um local estratégico para a telecomunicação, em cujo cume muitas estações de rádios e televisão colocam suas antenas.
O Parque Nacional Vulcão Turrialba está centrado em torno do Vulcão Turrialba e sua característica é a atividade de fumarola e emissão de gases.